# Kostel svaté Rodiny (Brno)
Kostel svaté Rodiny je římskokatolický klášterní kostel při klášteře milosrdných sester v Grohově ulici v brněnské čtvrti Veveří, na území městské části Brno-střed. Patří Kongregaci Milosrdných sester III. řádu sv. Františka, která v Brně vznikla 15. března 1886.

## Dějiny kostela

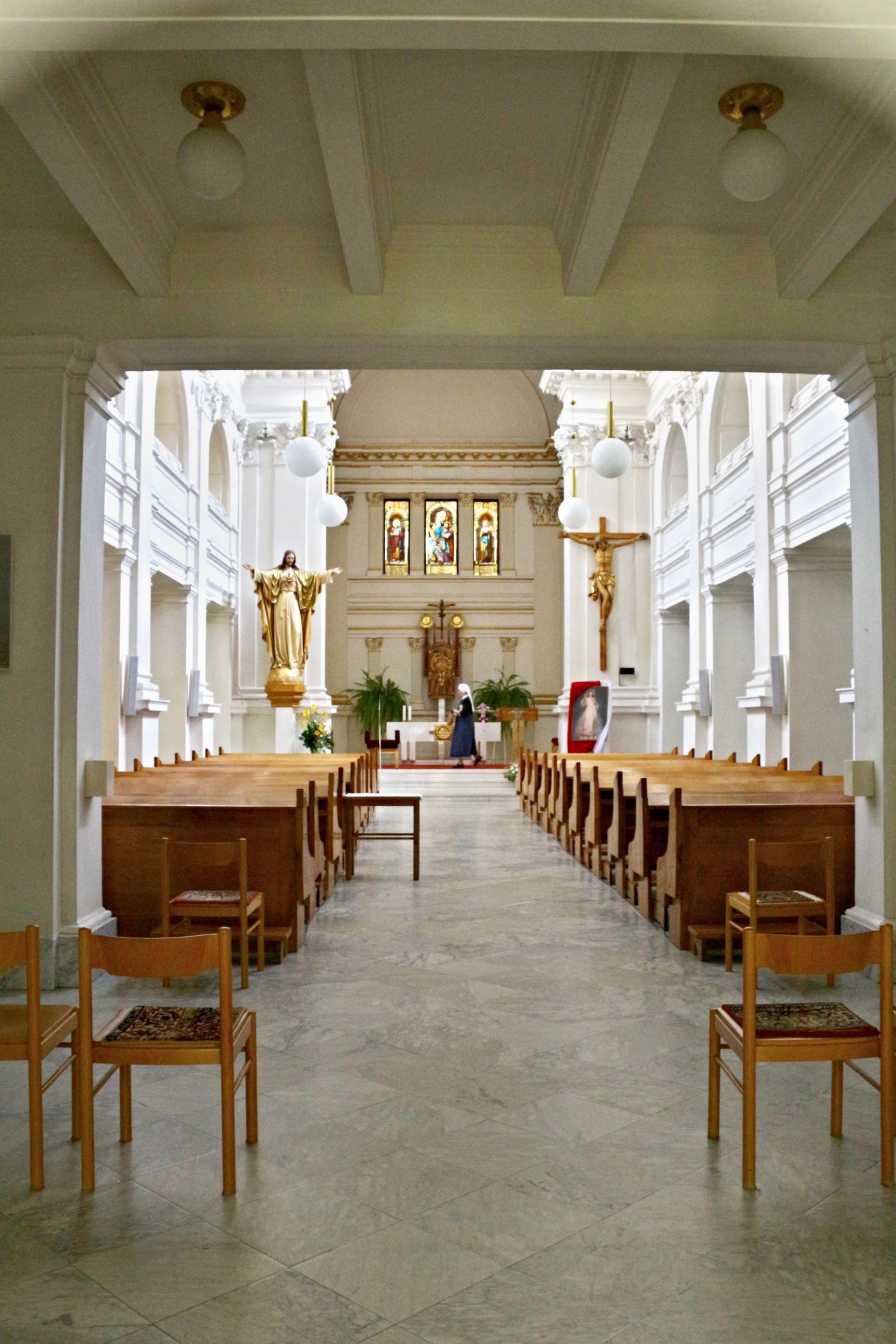
Interiér kostela

V roce 1891 Kongregace zakoupila pozemek od rodiny Perkovy. V místech, kde je dnes hlavní oltář, rostla hrušeň, v jejíž koruně viděla paní Perková Pannu Marii s Ježíškem a přála si, aby byl na místě jejich domu vystavěn kostel. Pro stavbu vybral brněnský biskup František Saleský Bauer architekta Karla Welzla, který navrhl novorenesanční kostel. Měl být náhradou za původní malou klášterní kapli. Karel Welzl byl při návrhu inspirován bazilikou svatého Pavla za hradbami v Římě. Generální představená kongregace Bernardina Hošková (1849–1922) rozhodla o zasvěcení kostela Svaté rodině Nazaretské. 16. září 1900 posvětil biskup František Bauer základní kámen, který byl spuštěn do základů krypty pod presbytářem. Zde si přál být pohřben, avšak v roce 1904 se stal olomouckým arcibiskupem a nakonec byl pohřben v katedrále svatého Václava. Kostel však ještě 11. května 1902 vysvětil. Při této příležitosti předal biskup od papeže Lva XIII. Řád svatého Řehoře Velikého architektu Karlu Welzlovi a vyznamenání Pro Ecclesia et Pontifice staviteli Františku Přikrylovi.
Při americkém bombardování Brna za druhé světové války byl 20. listopadu 1944 zasažen sousední dům Řádové ošetřovatelské školy. Jeho padající štít zasáhl kostel, prorazil strop, narušil věž a poničil varhany. Byl to nejničivější nálet na Brno, při němž zahynulo 578 osob. Přestože ve škole probíhala výuka, nikdo nebyl zraněn. V srpnu 1947 byla zahájena rekonstrukce školy i kostela. Věž byla stržena a architekt Zdeněk Bažant vystavěl nové průčelí, které splývá s okolní řadovou zástavbou. Nad třemi vchody jsou reliéfy akademického sochaře Julia Pelikána. Byly pořízeny nové varhany z firmy Rieger-Kloss v Krnově. Rekonstruovaný kostel byl vysvěcen brněnským biskupem Karlem Skoupým 29. dubna 1950. Následujícího dne zde měl primici Josef Koukl, pozdější litoměřický biskup. Ten zde v dětství ministroval.
V roce 1952 byl při příležitosti 50. výročí vysvěcení kostela v klášterní zahradě vztyčen mariánský sloup od olomouckého sochaře Julia Pelikána. 1. listopadu 1958 musely řádové sestry odejít do kláštera v Lechovicích a od 1. ledna 1959 začal kostel sloužit jako sál pro kulturní akce, školení a varhanní koncerty. Byla odstraněna kazatelna a mramorová podlaha byla pokryta asfaltem a parketami. Boční lodě sloužily jako šatny domova mládeže.
V červnu 1990 byly zahájeny opravy podle brněnského architekta Viktora Dohnala. 1. února 1992 zdejší oltář vysvětil brněnský biskup Vojtěch Cikrle.

## Galerie

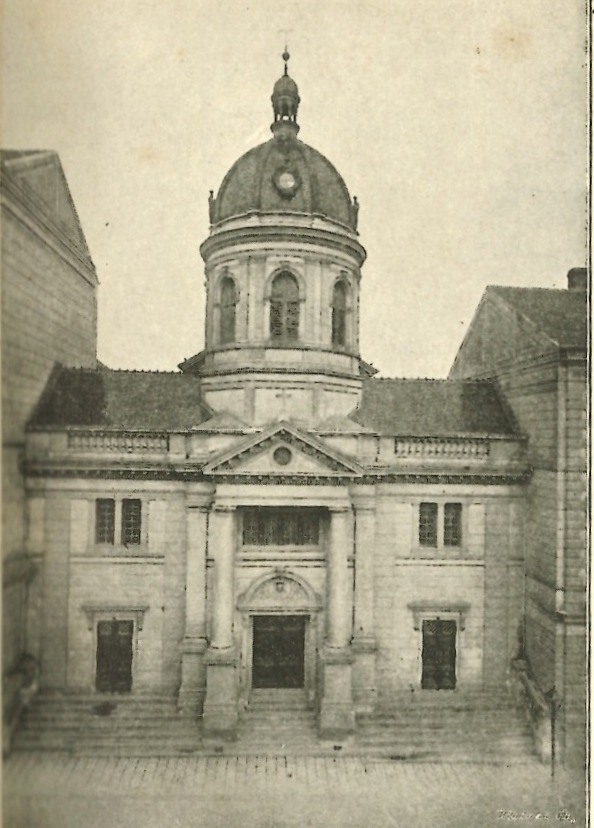
Původní podoba kostela
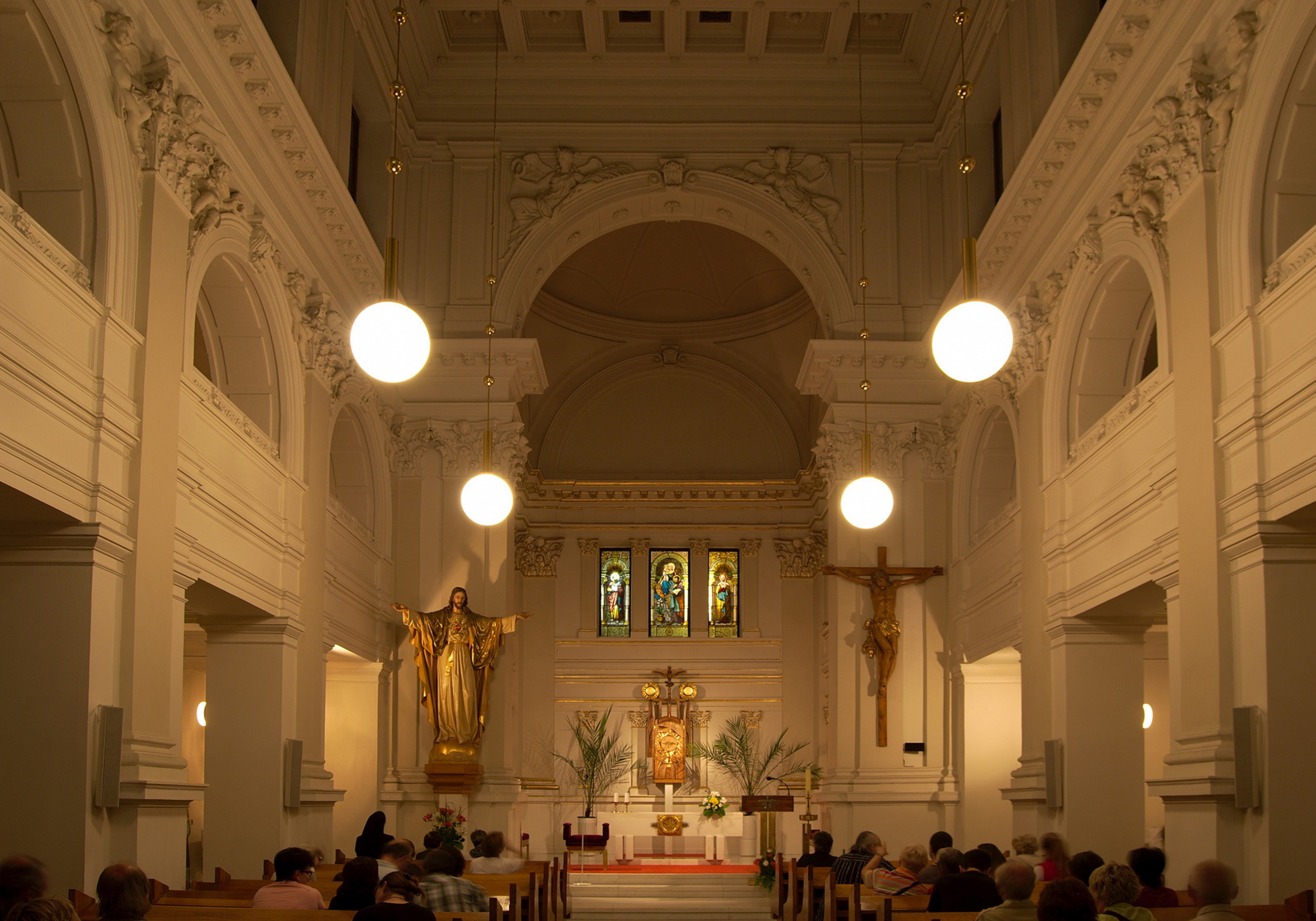
Interiér
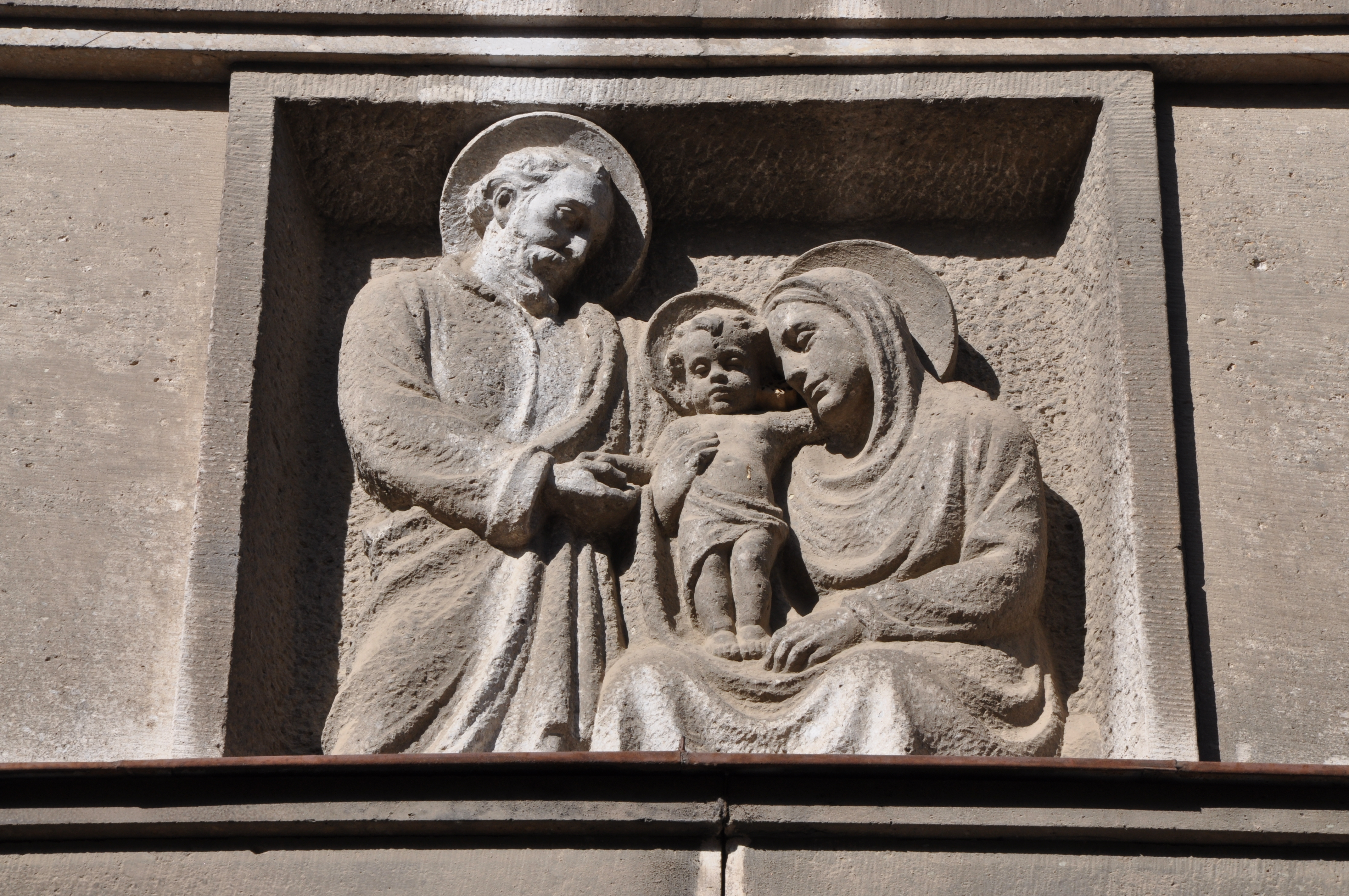
Reliéf nad vchodem od Julia Pelikána